# Соната для фортепиано № 6 (Бетховен)
Соната для фортепиано № 6 фа мажор, опус 10 № 2, была написана Бетховеном в 1796—1798 годах и вместе с двумя другими сонатами № 5 и № 7, входящих в опус, посвящена баронессе Анне Маргарет фон Броун. Эта соната, также как и предыдущая, состоит из трёх частей, но в отличие от первой сонаты опуса, в ней нет присущего ей драматизма. В сонате преобладают лёгкие и игривые начало и финал, которым противопоставлена музыкальная тема второй части. Шестая соната несколько выбивается из общего ряда произведений композитора этого периода, в ней присутствуют уже отсутствующие в других сонатах традиции, такие, как повторение разработки с репризой в первой части и в финале..

## Структура
Соната для фортепиано № 6 Бетховена состоит из трёх частей: 1) Allegro, 2) Allegretto, 3) Presto.
Первая часть сонаты Allegro, F-dur, была критично воспринята Ленцом, который отмечал в ней отсутствие развития и слабую фактуру, отмечая вместе с тем, некоторые, довольно удачные на его взгляд моменты. Начало сонаты лирическое с богатым эмоциональным окрасом, в экспозиции лирическая составляющая усиливается; разработка несколько приглушает радостные эмоции, привносит в них спокойствие; в репризе повторяется главная лирическая тема.
Напротив, вторая часть сонаты Allegretto, f-moll, по мнению Ленца — одно из лучших произведений композитора, написанных им для фортепиано. По мнению А. Рубинштейна вторая часть сонаты:
...от начала до конца удивительно; его нельзя играть без душевного волнения.
Третья часть сонаты Presto, F-dur, также как и первая часть не была по достоинству оценена Ленцом, А. Рубинштейн напротив считал её проявлением своеобразного юмора композитора. Однако, противопоставление шумной грубоватости финала изысканной мелодичности второй части, так присуще произведениям Бетховена, для которых характерны быстрые переходы от спокойного созерцания к действию.